# Ятвезь (Волковысский район)
Ятвезь (бел. Ятвезь) — деревня в Волковысском районе Гродненской области Беларуси. Входит в состав Субочского сельсовета.

## География
Деревня находится в юго-западной части Гродненской области, на левом берегу реки Росси, при автодороге Р-78, на расстоянии приблизительно 0,5 километра (по прямой) к западу от города Волковыск, административного центра района. Абсолютная высота — 141 метр над уровнем моря. Площадь населённого пункта — 1,3579 км².

## История
По состоянию на 1905 год, в Ятвезе проживало 304 человека. В административном отношении деревня входила в состав Бискупицкой волости Волковысского уезда Гродненской губернии.
Согласно Рижскому мирному договору (1921), деревня вошла в состав Второй Польской республики. Входила в состав гмины Бискупице Волковысского повета Белостокского воеводства. В 1921 году числилось 253 жителя, проживавших в 41 доме. В этническом составе населения того периода поляки составляли 52,6 %, белорусы — 46,2 %. В конфессиональном составе православные христиане составляли 50,6 % населения деревни, католики — 49,4 %.
С 1939 года в БССР.

## Население
По данным переписи 2019 года, в деревне проживало 980 человек.
| Год  | Население, человек |
| ---- | ------------------ |
| 1905 | 304                |
| 1921 | ↘ 253              |
| 2009 | ↗ 657              |
| 2019 | ↗ 980              |